# Суоярви II
Суоя́рви II — техническая железнодорожная станция на 3,1 км линии Суоярви — Костомукша.

## Общие сведения
К станции примыкают два однопутных перегона: Суоярви II — Суоярви I в нечётном направлении и Суоярви II — в чётном направлении Найстенъярви
Территориально расположена в городе Суоярви Карелии.
Станция сдана в эксплуатацию в 1956 году в составе первой очереди Западно-Карельской магистрали взамен закрытой станции Кайпаа, находившейся двумя километрами севернее.
От станции идут подъездные пути к Суоярвской картонной фабрике
.
Пассажирские поезда делают на станции исключительно технологическую остановку. Купить билет до станции невозможно. Несмотря на это станция в середине 2010-х годов была оборудована новым пассажирским павильоном. Вокзал и билетная касса отсутствуют.
На станции функционирует пост ЭЦ, обеспечивая автоблокировку на линии.

## Галерея

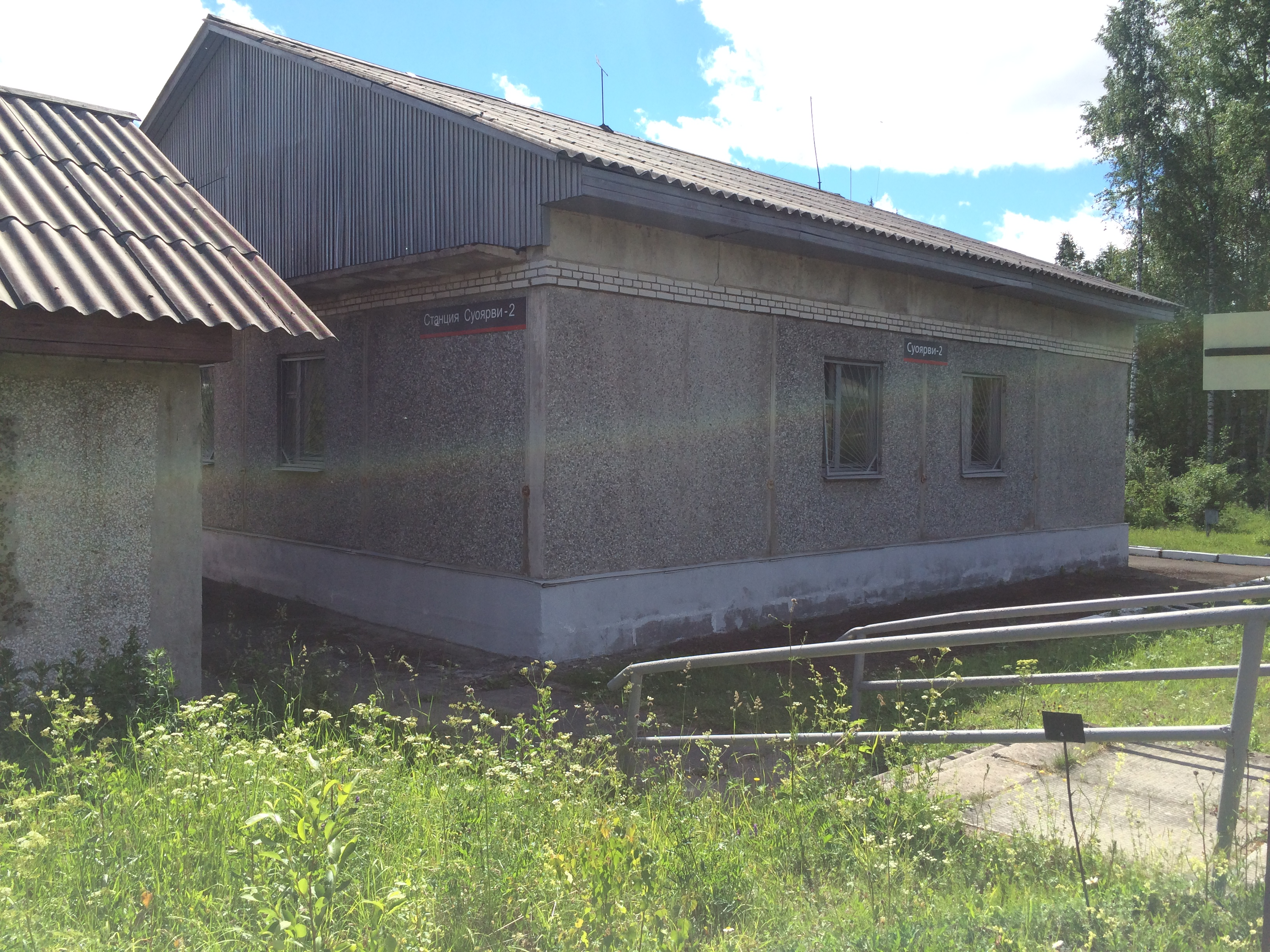
Пост электрической централизации.
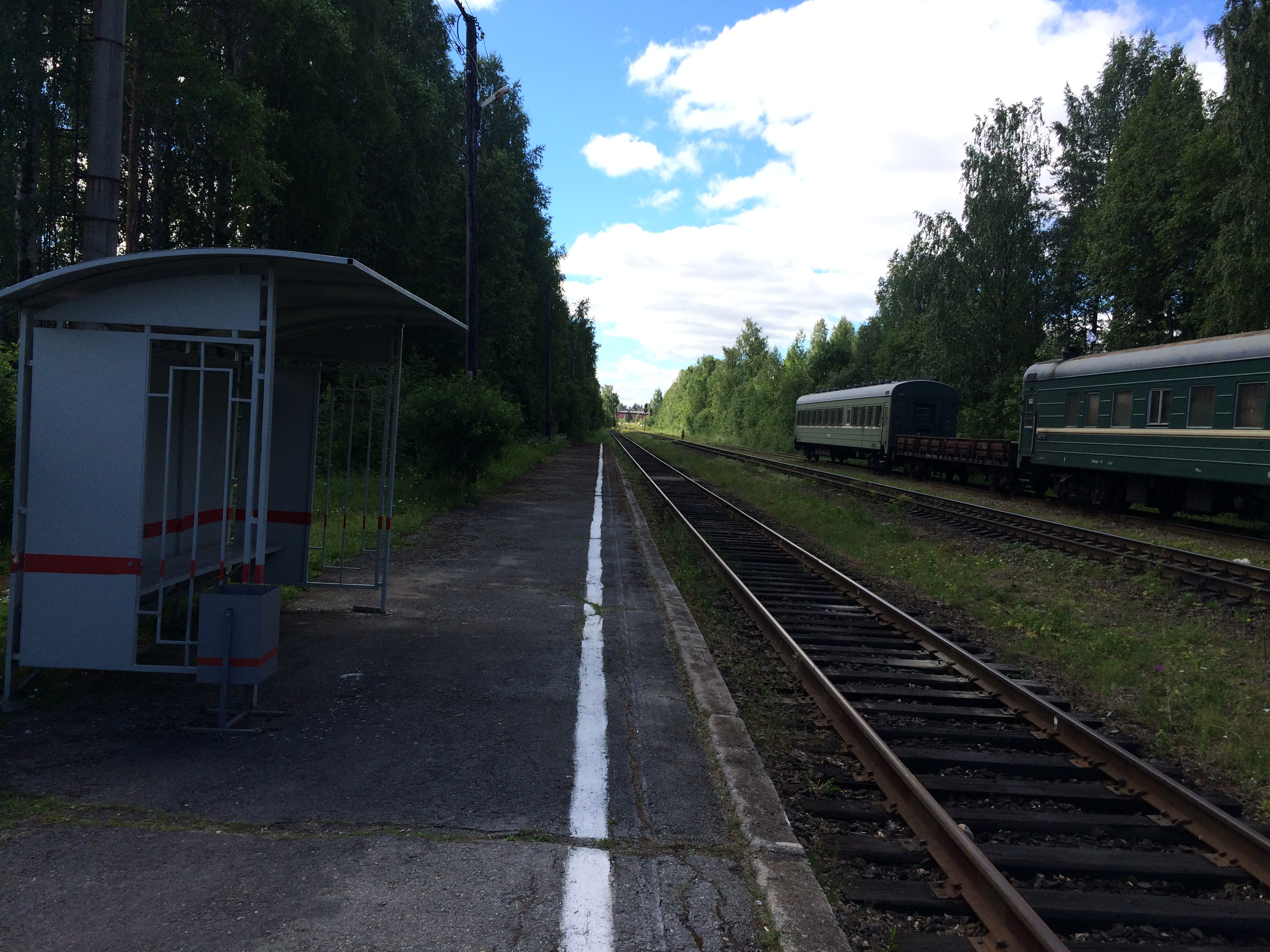
Вид в сторону ст. Суоярви I.
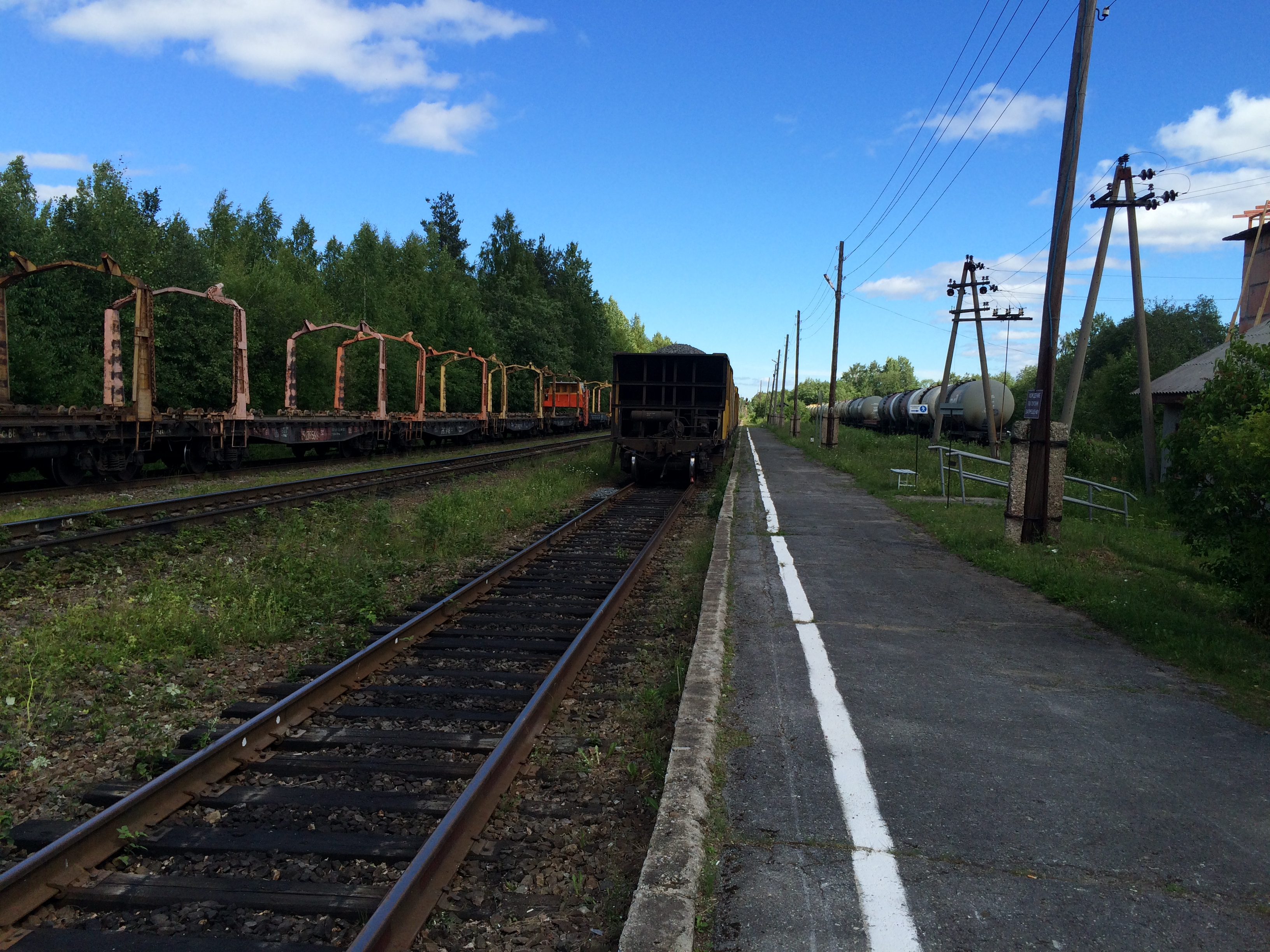
Вид в сторону Суоёки.